# 熔岩湖

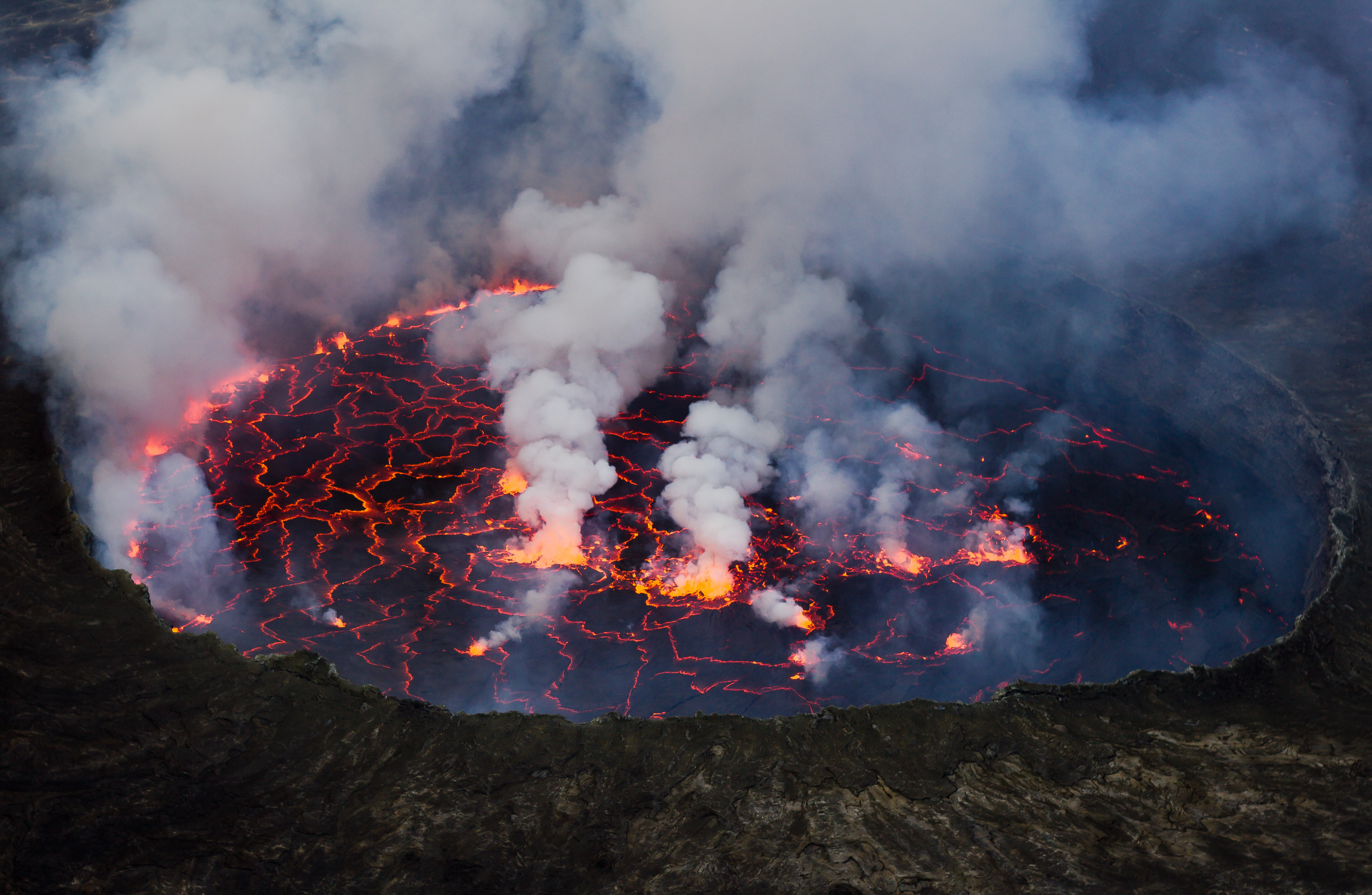
尼拉贡戈火山的熔岩湖

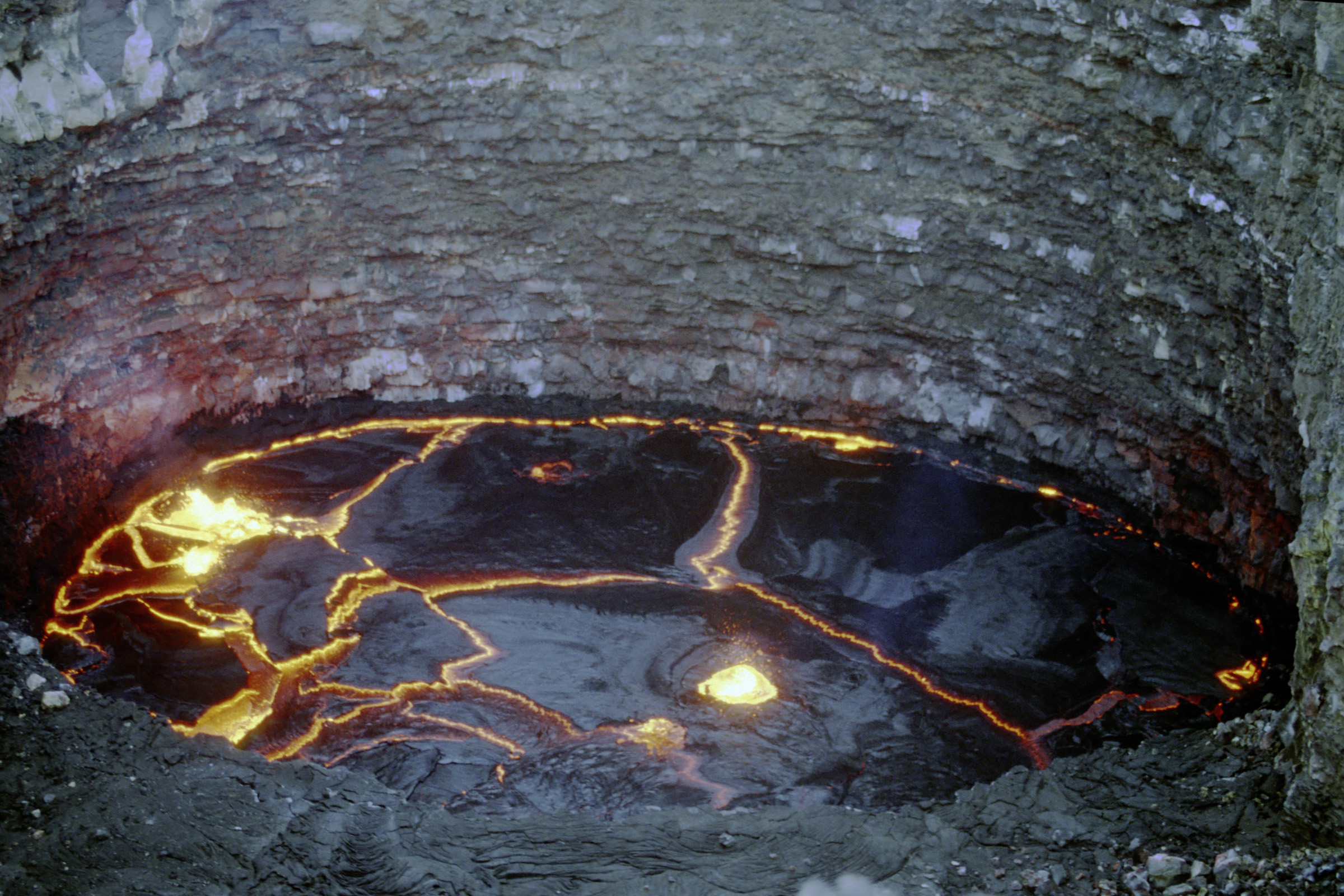
埃塞俄比亚爾塔阿雷火山的熔岩湖。

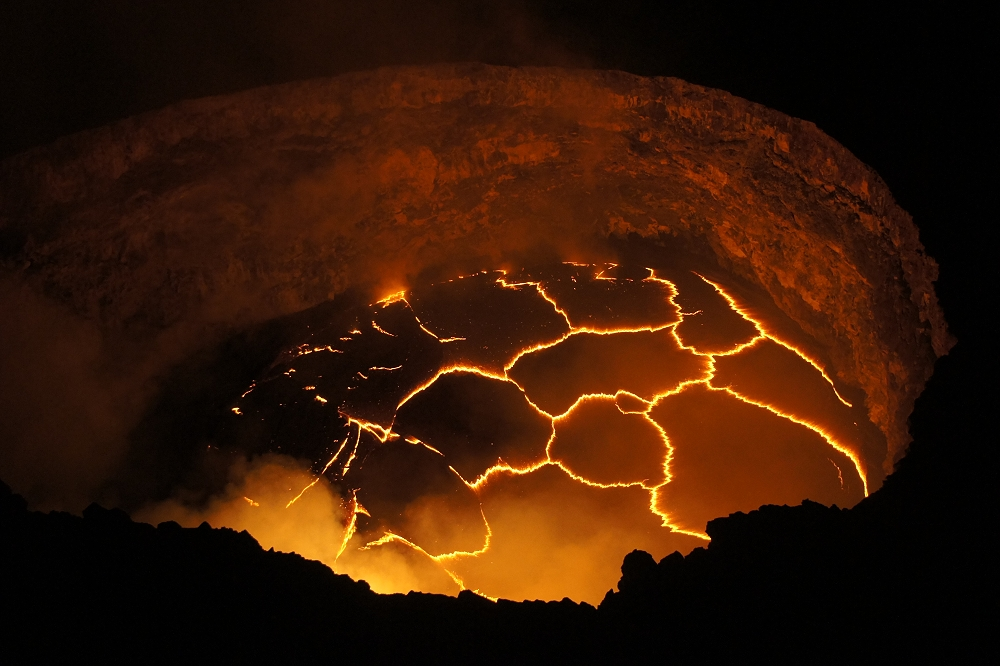
位於美國夏威夷州基拉韦厄火山的 Halema'uma'u 熔岩湖。

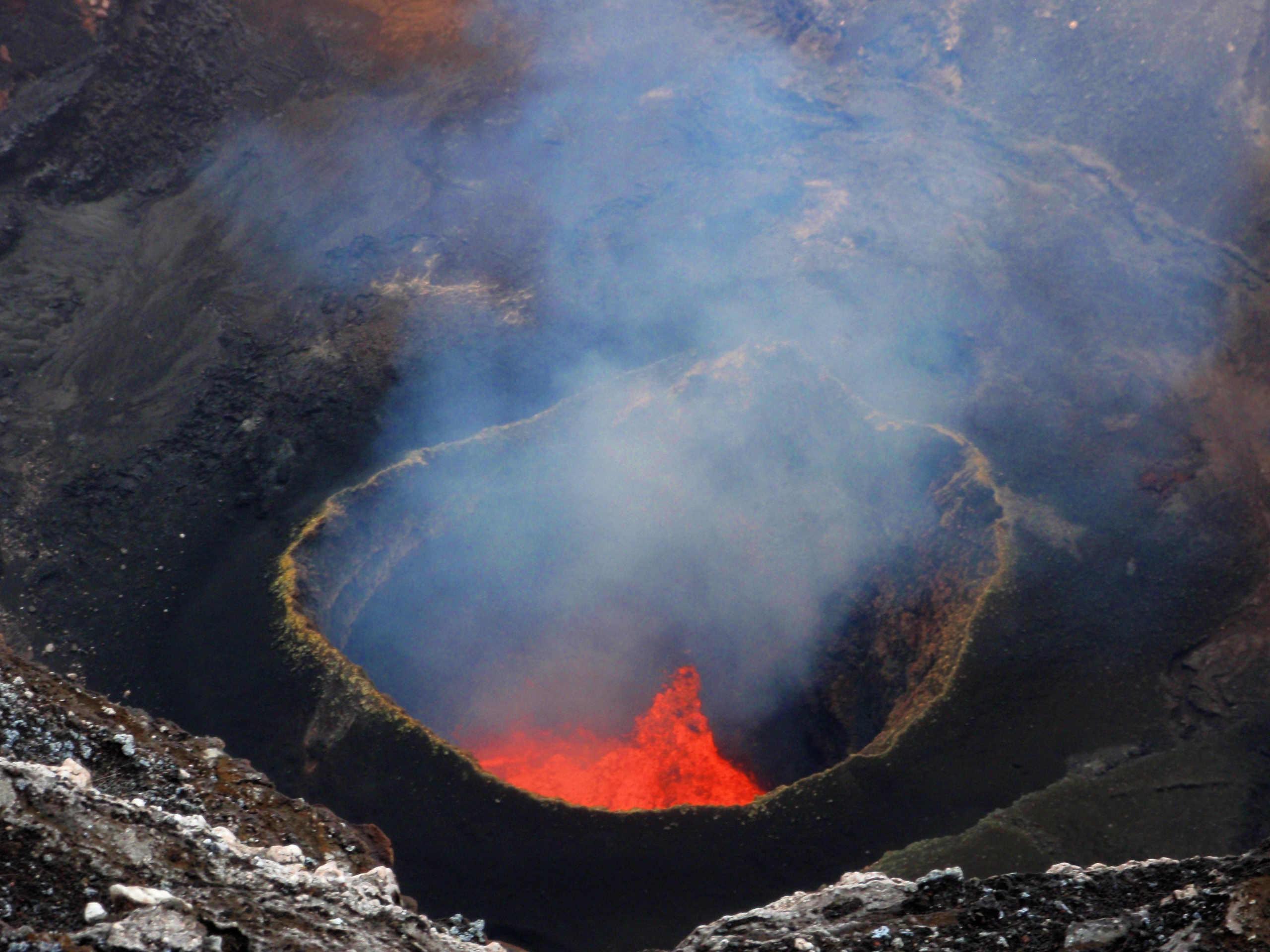
瓦努阿圖安布里姆島馬魯姆火山口(Marum crater)的熔岩湖。

熔岩湖是含有大量岩漿熔岩的湖，通常由玄武岩、包含出氣口、火山口或廣泛的沉積物。科學家使用一些術語來描述熔岩湖是已經部分或全部凝結成固體的岩漿。

## 形成
岩漿湖可以由下面三種途徑之一形成：
1. 一個或多個出氣孔被火山噴發出的岩漿部分或完全覆蓋與填充。
2. 當熔岩傾瀉入火山口或廣泛的沉積物填充或充滿火山口。
3. 在連續噴發熔岩的數個星期內或更長的時間，在一個新的出氣孔上慢慢的修造出比週圍地面越來越高的火山口。

## 行為
熔岩湖出現在各種火山系統中，從埃塞俄比亚的玄武質尔塔阿雷火山湖和智利比亞里卡的玄武安山岩火山，到南極洲埃里伯斯火山獨特的响岩熔岩湖。 人們觀察到熔岩湖表現出一系列行為。 在1969年至1971年夏威夷基拉韦厄火山爆發期間，觀察到了一個「不斷循環、顯然處於穩態」的熔岩湖。 相較之下，1983年至1984年基拉韋厄火山普乌欧欧火山口爆發時的熔岩湖表現出週期為5至20分鐘的循環行為； 氣體「刺穿」湖面，熔岩在湖泊活動新階段開始之前迅速流回管道。

## 著名的例子
在地球上，目前只有少量長期存在的熔岩湖。它們是：
- 非洲埃塞俄比亚的爾塔阿雷火山
- 南极洲的埃里伯斯火山
- 瓦努阿图塔納島的亞蘇爾火山（英语：Mount Yasur）
- 夏威夷的基拉韦厄火山（两个，一个为哈里茂茂火山口（英语：Halemaʻumaʻu_Crater） ，另一个为普奥奥火山口（英语：Puʻu_ʻŌʻō） ，因火山爆发停止，这两座熔岩湖暂时消失）
- 刚果民主共和国的尼拉貢戈火山
- 瓦努阿图的安布里姆島(馬魯姆火山的熔岩湖已於2018年12月16日噴發時被摧毀)
- 尼加拉瓜的马萨亚火山
- 南極洲桑德斯島上的邁克爾山

## 外部連結
- 法国电视24台 - 尼拉贡戈火山的尼拉贡戈熔岩湖
- 美国地质调查局 - 熔岩湖